# Tripteroides tarsalis
Tripteroides tarsalis är en tvåvingeart som beskrevs av Mercedes Delfinado och Ronald W. Hodges 1968. Tripteroides tarsalis ingår i släktet Tripteroides och familjen stickmyggor. Inga underarter finns listade i Catalogue of Life.